# مطلق المسعود
مطلق مزيد مطلق المسعود المطيري مواليد دولة الكويت (1942 - 5 مايو 1998) ، نائب سابق في مجلس الامة الكويتي ، شارك في انتخابات مجلس الأمة الكويتي عام 1981 عن الدائرة التاسعة عشر الجهراء الجديدة وحصل علي ( 403 ) وحصل علي المركز الثاني ونجح بالانتخابات، وكان من مواقفه في مجلس 1981
التصويت علي تعديل الدستور في جلسة مجلس الامة عام 1982 والذي وافق على مبدأ التعديل.